# Noah Munck
 (juin 2012).
Si vous disposez d'ouvrages ou d'articles de référence ou si vous connaissez des sites web de qualité traitant du thème abordé ici, merci de compléter l'article en donnant les références utiles à sa vérifiabilité et en les liant à la section « Notes et références ».
Noah Bryant Munk dit Noah Munck est un acteur américain né le 3 mai 1996. Il est principalement connu pour son rôle de Gibby dans la série télévisée américaine iCarly. Il est aussi apparu dans des longs-métrages tels que Bad Teacher , Arnaque à la carte et Nicky Deuce.

## Biographie
Noah Munck vit en Californie. Il est l’aîné de ses quatre frères et sœurs. L'un de ses petits frères, Ethan Munck, joue le rôle de Guppy, petit frère de Gibby dans trois épisodes d'iCarly .